# NGC 2675
NGC 2675 је елиптична галаксија у сазвежђу Велики медвед која се налази на NGC листи објеката дубоког неба.
Деклинација објекта је + 53° 37' 2" а ректасцензија 8h 52m 5,0s. Привидна величина (магнитуда) објекта NGC 2675 износи 13,2 а фотографска магнитуда 14,2. NGC 2675 је још познат и под ознакама UGC 4629, MCG 9-15-37, CGCG 264-21, PGC 24909.